# Nelson Dieppa
Nelson Dieppa (* 25. Februar 1971 in Vieques, Puerto Rico) ist ein ehemaliger puerto-ricanischer Boxer im Halbfliegengewicht. 

## Profikarriere
Im Jahre 1993 begann er erfolgreich seine Profikarriere. Am 14. April 2001 boxte er gegen Andy Tabanas um den Weltmeistertitel des Verbandes WBO und siegte durch K. o. Diesen Gürtel verlor er in seiner sechsten Titelverteidigung im April 2005 an Hugo Fidel Cázares.
Im Jahre 2008 beendete er seine Karriere.